# 石田凱士
石田 凱士（いしだ かいと、1995年12月19日 - ）は、日本の男性プロレスラー。大阪府大東市出身。血液型O型。

## 経歴
最初はプロレスに興味はなかったが、父親がプロレス好きで徐々に見るようになった。高校生の時にプロレスラーになりたくてアルバイトをしながら地元の大東市にあるキックボクシングジム「T.B.NATION」に通っていた。
2015年9月11日、DRAGON GATEふれあいキューブ多目的ホール大会の対山村武寛戦でデビュー。
2018年10月7日、MaxiMuMに加入。
2019年11月4日、DRAGON GATE大阪府立体育会館第1競技場大会で横須賀ススムに勝利してオープン・ザ・ブレイブゲート王座を獲得。12月4日、MaxiMuMを離脱してR・E・Dに加入した。
2022年1月11日、Eitaと共にR・E・Dから追放された。2月4日、土井成樹考案の新ユニット（後のGOLD CLASS）に加入した。7月26日、7月24日付で諸般の事情によりDRAGON GATEを退団する事を発表した。8月24日、GLEAT後楽園大会の全試合終了後、石田は「俺はとことんやるからな」と突如リングに上がり、同年10月9日にGLEAT後楽園大会の参戦を発表した。11月23日、GLEAT後楽園大会で新ユニット立ち上げを宣言した。
2024年8月21日、GLEAT PREMIUM HOUSE SHOW 後楽園ホール大会でGLEATに正式所属。

## 得意技

### フィニッシュ・ホールド
ハーフ・タイガー・スープレックス
自身の左腕で相手の左腕をチキンウィングに捕らえ、自身の右腕で相手の胴をクラッチして後方へ投げて固める変形タイガー・スープレックス。GLEAT移籍後から使用している石田のフィニッシャー。
タイガー・スープレックス
DRAGON GATE時代の石田のフィニッシャー。

### 投げ技
ジャーマン・スープレックス
垂直落下式ブレーンバスター

### 関節技
アンクルホールド　
石田の必殺技のひとつ。この技でエル・リンダマンを下し、G-REX王座を獲得。

### 打撃技
バズソーキック
尻餅状態になった相手の側頭部を自身の右脚で蹴り飛ばす。相手の腕を掴んで逃げられないようにした状態で連続して繰り出すこともある。
トラース・キック
ニール・キック
竜巻旋風脚
スクリューキックと同型。左足を軸にして体を左方向へと180度回転して相手に背中を向けた状態になったところで、軸足を右足に切り替えて左足を振り上げながら体を左方向へとさらに捻ってジャンプして空中で振り抜いた右足の甲で相手の左側頭部を蹴り飛ばす。
フロントハイキック
低空式ドロップキック　
延髄斬り
水面蹴り
各種蹴り技
ローキック、ミドルキック、ハイキック、ローリング・ソバット

### 飛び技
ミサイルキック

### 丸め込み技
1sec.
水面蹴りで相手を膝立ち状態にさせてから相手の頭部にヘッドシザースの形で両脚から飛び付き、旋回しながら体勢を入れ替えつつ後方に回転して丸め込んでフォールを奪う丸め込み技。技名は石田が好きなバンド「10-FEET」の同名曲が由来。R・E・D加入後からは使用していない。

## タイトル歴
DRAGON GATE
- オープン・ザ・ブレイブゲート王座（第38代）
- オープン・ザ・ツインゲート王座（第52代）（パートナーはKAZMA SAKAMOTO）
- オープン・ザ・トライアングルゲート王座（第73代、第75代、第77代）（パートナーはEita&H・Y・O→箕浦康太 withミノリータ&土井成樹）

GLEAT
- G-REX王座（第2代、第6代）
- G-INFINITY王座（第5代）（パートナーは井土徹也）

全日本プロレス
- Jr. TAG BATTLE OF GLORY 優勝（2023年）（パートナーは鈴木鼓太郎）

## 入場曲
- Rebellion（GLEATから使用）オリジナル